# Palazzo delle Poste Generali (Sydney)
Il Palazzo delle Poste Generali (in inglese: General Post Office) è uno storico edificio di Sydney in Australia.

## Storia
L'edificio, progettato sotto la direzione dell'architetto James Barnet, venne costruito in due fasi a partire dal 1866.

## Descrizione
L'edificio, situato presso Martin Place nel CBD di Sydney, presenta un'architettura vittoriana di stile neorinascimentale italiano.

## Galleria d'immagini

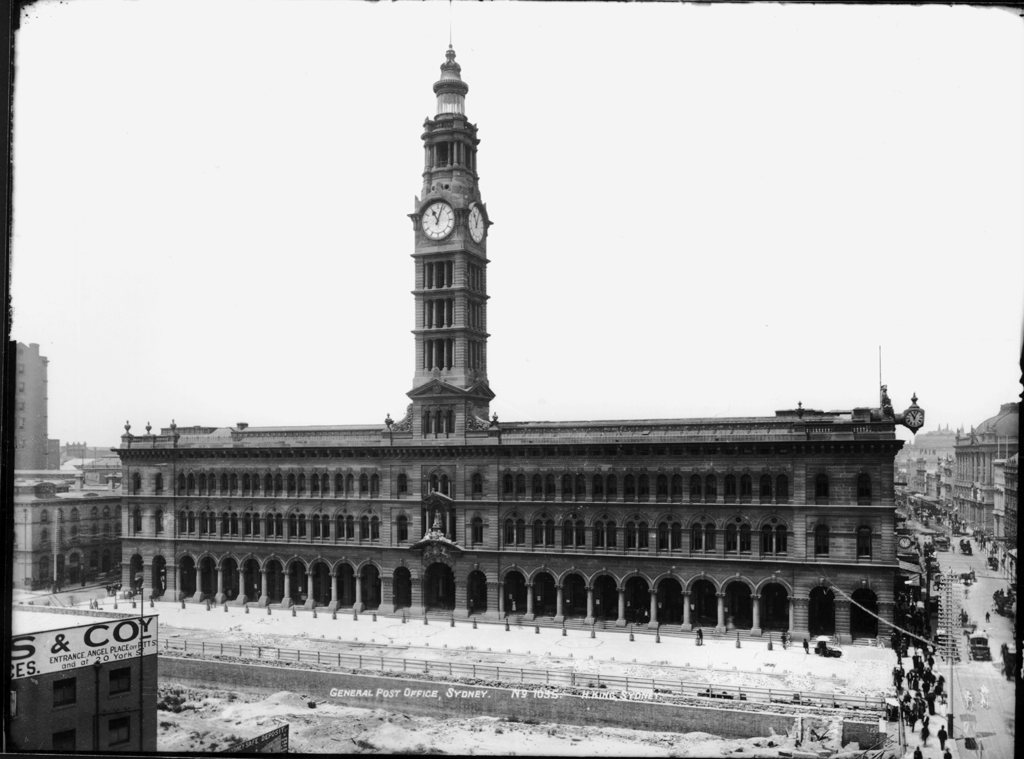
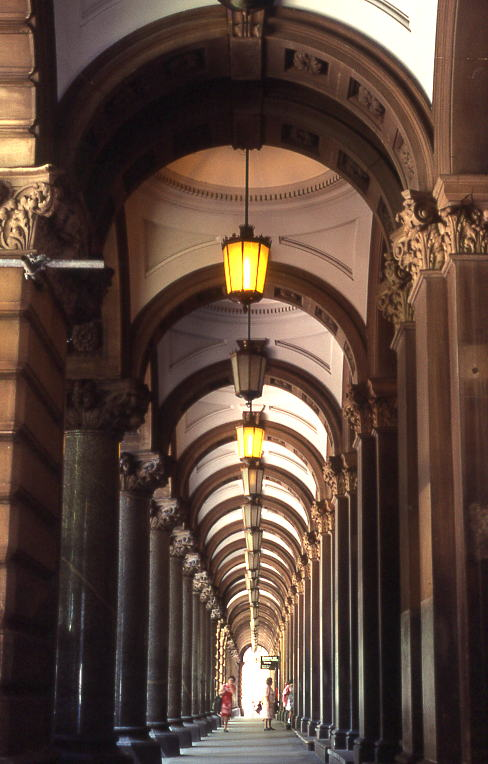
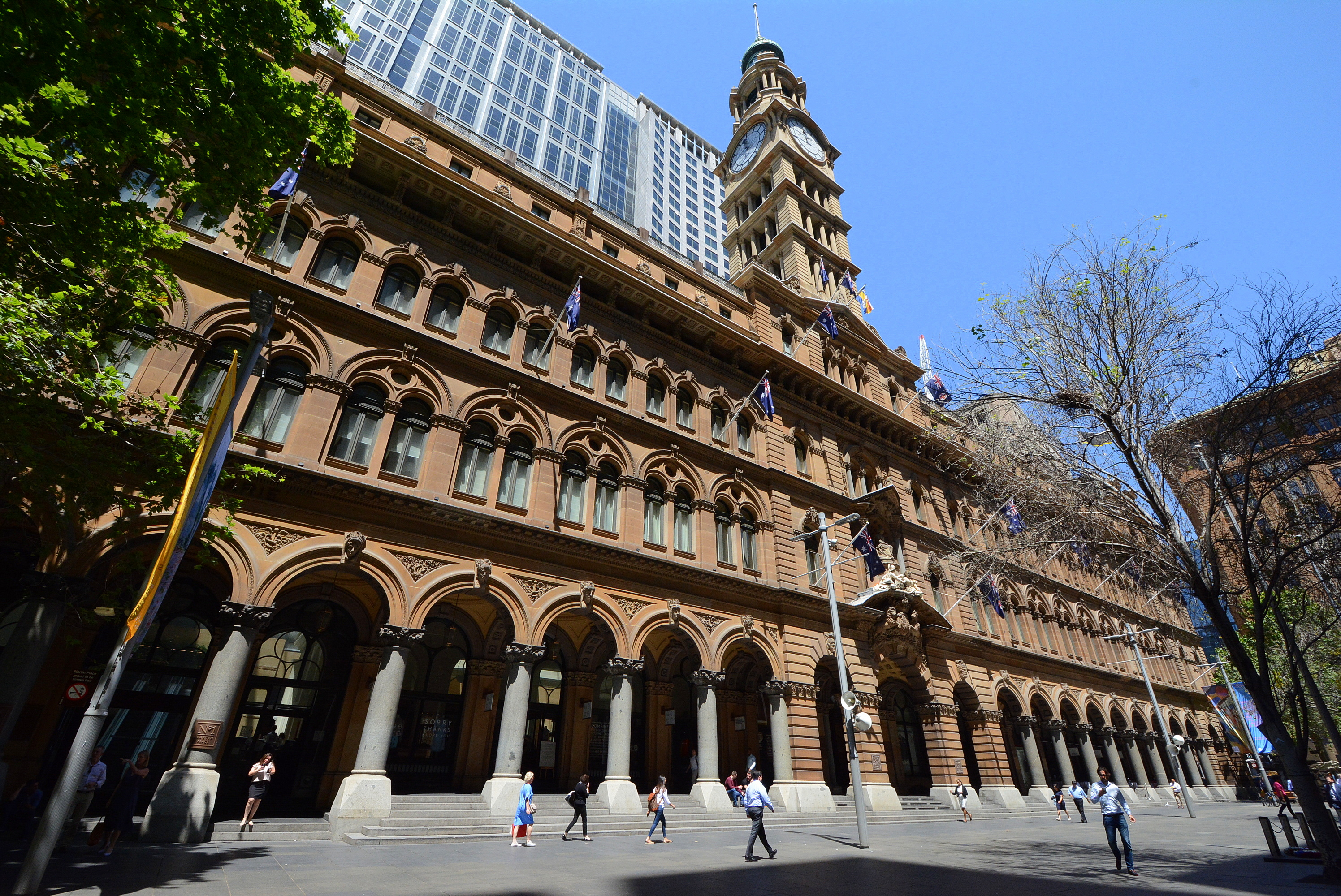